# کسب‌وکار خانگی
کسب و کار خانگی آن دسته از فعالیت‌هایی است که توسط عضو یا اعضای خانواده در فضای مسکونی در قالب یک طرح کسب و کار بدون مزاحمت و ایجاد اخلال در آرامش واحدهای مسکونی هم جوار شکل گرفته و منجر به تولید خدمت یا کالای قابل عرضه به بازار خارج از محیط مسکونی می‌شود. کسب و کارهای خانگی اغلب جزو تجارتهای خیلی کوچک جای می‌گیرند و به‌طور معمول برای نامیدن فعالیت تجاری که در درجه اول در محل سکونت یا محل مسکونی قرار دارد یا متمرکز در خانه است، استفاده می‌شود. به علاوه اغلب مالک یا مالکان کسب و کار خانگی، در محل قرار گرفتن کسب و کار ساکن هستند.باید توجه داشت که این کار مهم است.

## اهمیت کسب و کار خانگی
اگرچه این نوع کسب و کارها اغلب جزو بخش پنهان و غیررسمی اقتصاد هستند، اما نقش قابل توجهی در ثروت و رشد اقتصادی یک جامعه و توسعه سرمایه اجتماعی آن دارند. چنانچه به زعم برخی اندیشمندان، فرصتهای کسب و کار خانگی باعث خویش فرمایی در راستای رفع کاستیها و تأمین نیازهای محلی یک اقتصاد شده و راه را برای توسعه پایدار اقتصادی هموار می‌کند.

## تاریخچه کسب و کار خانگی
کار از خانه قدمت دیرینه‌ای دارد. شاید بتوان گفت که پیشینه آن به ظهور مفهوم خانه و یکجانشینی انسان باز می‌گردد. بخش اعظم فعالیت‌های اقتصادی مردمان قبل از عصر صنعتی شدن در خانه‌ها و محل زندگیشان انجام می‌شد و خلط مفهوم خانه و کسب و کار مفهوم غریبی نبوده‌است. کسب و کار خانگی در جوامع سنتی و کشاورزی بیشتر متداول بوده‌است. اما پس از انقلاب صنعتی به دلیل مرزی که بین محل کار و خانه کشیده شد، اهمیت آن کاهش یافت. با انقلاب صنعتی و گسترش نظام کارخانه‌ای رفته رفته مرز میان خانه و محل کار پر رنگ تر شد، به‌طوری‌که مراکز صنعتی و تجاری به عنوان محلی برای فعالیت اقتصادی و خانه به کانونی گرم و آرام بخش برای مردمان خسته از کار روزانه در این مراکز تبدیل شد. وقوع یک شوک اقتصادی در اثر بحران انرژی اپک در سال ۱۹۷۳ باعث شد که توجه‌های دوباره نسبت به خانه به عنوان محل کار جلب شود.

## مزایای کسب و کار خانگی
1. آزادی و استقلال عمل بیشتر.
2. ساعات کاری انعطاف‌پذیر.
3. ایجاد تعادل و موازنه بیشتر بین کار و زندگی.
4. پایین بودن هزینه راه اندازی.
5. پایین بودن میزان ریسک.
6. امکان کار کردن پاره وقت.
7. راحت تر بودن تربیت بچه ها.
8. داشتن فرصت و زمان بیشتر.
9. تناسب با ویژگی‌های جسمی افراد معلول و کم توان.
10. احتمال موفقیت بیشتر.
11. تناسب با اقشار مختلف.
12. احساس راحتی بیشتر.
13. عدم نیاز به مجوز.

## راه اندازی کسب و کار خانگی
برای راه اندازی کسب و کار خانگی موارد زیر را باید در نظر بگیرید:
1. دربارهٔ ایده کسب و کارتان تحقیق کنید.
2. دربارهٔ محصول یا خدماتتان نیز اطلاعات کسب کنید.
3. محل کار خود را تعیین کنید.
4. مشارکت دیگر اعضای خانواده را جلب کنید.
5. اسم مناسبی برای کسب و کارتان انتخاب کنید.
6. اسیاب و تجهیزات مناسبی برای کسب و کارتان تهیه کنید.
7. پوشش مناسب و درخور برای کسب و کارتان فراهم کنید.
8. یک صندوق پستی به کسب و کارتان اختصاص دهید.
9. با دوستان و همسایگانتان رک و صادق باشید.
10. حساب بانکی برای کسب و کارتان باز کنید.
11. ارتباطات بیشتری با دیگران برقرار کنید.